# UH-232
UH-232或(+)-UH232是一种含氮有机化合物，分子式C18H29NO，对各个多巴胺受體有部分激动剂或拮抗剂效果。